# Myriostachya
Myriostachya és un gènere de plantes de la subfamília de les cloridòidies, família de les poàcies. És originària d'Indoxina, Tailàndia, Malàisia, Indonèsia, també Índia, Myanmar i Ceilan. El nom del gènere deriva de les paraules gregues myrios (innombrables) i stachys ("Orella de blat de moro", amb becs), que es refereixen a les nombroses espiguetes.

## Taxonomia
- Myriostachya longispicula (Hook.f.) Senaratna
- Myriostachya wightiana (Nees ex Steud.) Hook.f.